# Acacia estrophiolata
Acacia estrophiolata é uma espécie de leguminosa do gênero Acacia, pertencente à família Fabaceae.